# 伊和高勒
伊和高勒，位于中华人民共和国内蒙古自治区锡林郭勒盟阿巴嘎旗北部的一条时令河，发源于巴彦图嘎苏木西北阿巴嘎罕乌拉山，蜿蜒向南流经乌格木尔嘎查，最后注入巴彦图嘎苏木与那仁宝拉格苏木交界地带的哈日高壁（洼地）。河长88.5千米，流域面积1145.38平方千米，河道平均比降为3.81‰。中游右岸有僧僧高壁等湖泊，僧僧高壁以下为干河，无明显河道。